# Juan Gutiérrez Moreno
Juan Gutiérrez Moreno (Cádiz, 23. srpnja 1976.), poznatiji kao Juanito, je španjolski nogometni trener i umirovljeni nogometaš koji je igrao za igra za španjolsku reprezentaciju. Trenutno je trener San Roquea.

## Karijera
Prije dolaska u nogometni klub Real Betis igrao je za Cádiz CF B, Real Betis B i Recreativo de Huelvu. Svoj debi za prvu momčad Betisa imao je 2001. godine i od tada je standarni igrač u klubu. Za svoje karijere u Betisu osvojio je s klubom Copa del Rey, tj. Kup kralja u sezoni 2004./2005. i kvalificirali su se iste sezone za UEFA Ligu prvaka. Za španjolsku nogometnu reprezentaciju debitirao je 21. kolovoza 2002. godine protiv Mađarske na memorijalu Ferenca Puskása. Svoj prvi gol za reprezentaciju zabija protiv Bjelokosne Obale, utakmica je završila pobjedom Španjolske od 3-2. Igrao je sa Španjolskom na Europskom nogometnom prvenstvu 2004. godine i na SP-u 2006. godine.

## Klupske titule
- Copa del Rey
  - 2004/2005

## Vanjske poveznice
- Profil igrača na UEFA.com
- Real Betis